# آبرشویلر
آبرشویلر (به فرانسوی: Abreschviller) یک کمون در فرانسه است که در Canton of Lorquin واقع شده‌است.

## خصوصیات
آبرشویلر ۴۱٫۲۹ کیلومترمربع مساحت و ۱٬۵۱۰ نفر جمعیت دارد و ۳۵۰ متر بالاتر از سطح دریا واقع شده‌است.